# Machine Head (album)
| Recensione | Giudizio    |
| ---------- | ----------- |
| AllMusic   |             |
| OndaRock   | Consigliato |

Machine Head è il sesto album in studio dei Deep Purple, pubblicato il 25 marzo 1972.

## Storia
Fu il primo album a essere pubblicato per l'etichetta Purple Records e fu l'album di maggior successo della band. Fu registrato a Montreux, in Svizzera, una cittadina sul lago di Ginevra in cui hanno inciso molti gruppi rock (ad esempio i Queen). Di un incidente avvenuto a Montreux (l'incendio del casinò da parte di un fan di Frank Zappa) parla il brano Smoke on the Water che raggiunse la seconda posizione in Canada e la quarta nella Billboard Hot 100. Il gruppo era a Montreux per registrare i brani per il nuovo album nel casinò della città. La sera si trovava a Montreux il gruppo di Frank Zappa, che tenne un concerto al casinò. Durante lo spettacolo, a seguito di un razzo segnaletico lanciato da uno spettatore, scoppiò un incendio che mandò in fumo l'intero casinò comprese le attrezzature musicali di Zappa. A un certo punto, Glover guardò fuori dalla finestra e vide il fumo dell'incendio disperdersi sulla superficie del lago e i bagliori rossi del tramonto impregnare il cielo: Smoke on the water and fire in the sky (letteralmente: fumo sull'acqua e fuoco nel cielo). I Deep Purple, non potendo più registrare nel casinò, noleggiarono il Grand Hotel e registrarono con la Rolling Stones Mobile, il camion con uno studio di registrazione dei Rolling Stones, in un corridoio insonorizzato con i materassi l'intero album, tranne Smoke on the Water che era già stata incisa altrove, ma la band ne fu allontanata per le proteste del vicinato.
La versione originale dell'album comprende sette brani (in fase di edizione venne esclusa la ballad When a Blind Man Cries), brani verranno anche pubblicati in una versione live nell'album Made in Japan. Nel 1997, per celebrare il venticinquesimo anniversario, è stata pubblicata una versione in due dischi: il primo presenta versioni remixate dei brani che originariamente componevano il disco (con in più When a Blind Man Cries, lato B del singolo promozionale Never Before, brano seguito in una versione più breve rispetto a quella inserita nel 33 giri per farla rientrare nei contenuti limiti di durata dei 45 giri), il secondo, invece, rispetta la scaletta originale, rimasterizzata, con l'aggiunta del solito When a Blind Man Cries e due versioni in mix quadrifonico di Maybe I'm a Leo e Lazy. La canzone Pictures of Home è caratterizzata da un inizio-assolo di batteria di Ian Paice, seguito da uno di Ritchie Blackmore, e un assolo centrale di basso di Roger Glover; Lazy, nella parte centrale della quale Ian Gillan suona anche l'armonica a bocca.
In occasione del 40º anniversario, nel 2012 è stato prodotto un album tributo intitolato Re-Machined: A Tribute to Deep Purple's Machine Head, realizzato da artisti vari. Sempre nello stesso anno l'album venne rimasterizzato e poi ripubblicato nel 2015.

## Accoglienza
L'album raggiunse la prima posizione nella Official Albums Chart per tre settimane, in Germania, Australia per due settimane, Canada per tre settimane, Finlandia e Francia, la seconda posizione in Olanda, la terza in Norvegia, la quarta in Italia e Austria e la settima nella Billboard 200.

## Tracce
Lato A
Testi e musiche di Ritchie Blackmore, Ian Gillan, Roger Glover, Jon Lord e Ian Paice.
1. Highway Star – 6:08
2. Maybe I'm a Leo – 4:52
3. Pictures of Home – 5:08
4. Never Before – 4:00

Durata totale: 20:08
Lato B
1. Smoke on the Water – 5:42
2. Lazy – 7:24
3. Space Truckin' – 4:35

Durata totale: 17:41
Versione 25º anniversario
Disco 1 (1997 Remixes)
1. Highway Star – 6:39
2. Maybe I'm a Leo – 5:25
3. Pictures of Home – 5:21
4. Never Before – 3:59
5. Smoke on the Water – 6:18
6. Lazy – 7:33
7. Space Truckin' – 4:52
8. When a Blind Man Cries – 3:33

Durata totale: 43:40
Disco 2 (Remastered)
1. Highway Star – 6:08
2. Maybe I'm a Leo – 4:52
3. Pictures of Home – 5:08
4. Never Before – 4:00
5. Smoke on the Water – 5:42
6. Lazy – 7:24
7. Space Truckin' – 4:35
8. When a Blind Man Cries – 3:32
9. Maybe I'm a Leo (Quadrophonic Mix) – 5:00
10. Lazy (Quadrophonic Mix) – 6:57

Durata totale: 53:18

## Formazione
- Ian Gillan - voce, armonica
- Ritchie Blackmore - chitarra
- Jon Lord - piano, organo, tastiere, seconde voci
- Roger Glover - basso, seconde voci
- Ian Paice - batteria

## Classifiche

### Classifiche settimanali
| Classifica (1972/73) | Posizione massima |
| -------------------- | ----------------- |
| Australia            | 1                 |
| Austria              | 4                 |
| Canada               | 1                 |
| Finlandia            | 1                 |
| Francia              | 1                 |
| Germania             | 1                 |
| Italia               | 4                 |
| Norvegia             | 3                 |
| Paesi Bassi          | 2                 |
| Regno Unito          | 1                 |
| Stati Uniti          | 7                 |

### Classifiche di fine anno
| Classifica (1972) | Posizione |
| ----------------- | --------- |
| Australia         | 6         |
| Francia           | 6         |
| Germania          | 5         |
| Italia            | 11        |
| Paesi Bassi       | 17        |
| Classifica (1973) | Posizione |
| Stati Uniti       | 27        |